# چهل‌دختران
چهل‌دختران جماعت و شهرکی در جنوب غربی کشور تاجیکستان است که در ناحیهٔ مومن‌آباد ولایت ختلان قرار دارد.